# Motor boogie (album)
A Motor boogie a V’Moto-Rock válogatásalbuma, amely 1997-ben CD-n jelent meg a Gong kiadásában.

## Az album dalai
- 1. Motor boogie 5:34
- 2. Nyujtsd hát a kezed 4:46
- 3. Mozdulnod kell 2:37
- 4. Száz lóerő 3:49
- 5. Csak szeretetből 5:04
- 6. Nincs középút 3:40
- 7. Állj el az útból 4:59
- 8. Nekem így jó 4:21
- 9. Repülök a fénybe 3:57
- 10. Boszorkányéj 4:37
- 11. Ébresztő 3:07
- 12. Szédült nyár 3:51
- 13. Miért adnánk fel 4:16
- 14. Szerelemördög 3:33
- 15. Csak a vágy ölel át 4:14
- 16. Esőt sír az ég 4:00